# Membre de Trébaïx
Le membre de Trébaïx est une ancienne commanderie templière qui revient par la dévolution des biens de l'ordre du Temple aux Hospitaliers de l'ordre de Saint-Jean de Jérusalem. Il se trouve au hameau de Trébaïx, sur le territoire de la commune de Villesèque, dans le département du Lot.

## Historique
Un premier établissement templier est créé dans un lieu appelé Monjous à la suite de l'action missionnaire du frère Templier Gausbert Vezia, dans la seconde moitié du XIIe siècle. L'évêque de Cahors Géraud Hector (1159-1199) donne à l'ordre du Temple l'église Sainte-Marie de Carnac (aussi notée Casnac), vers 1179. Les conflits entre le comte de Toulouse Raimond V et Henri II Plantagenêt puis son fils Richard Cœur de Lion vont amener les Templiers à s'installer sommairement à Carnac. Ils vont en être expulsés deux fois à la suite d'une controverse avec l'évêque de Cahors mais qui leur est finalement favorable.
En 1247, ils y créent une véritable domus dirigée par le frère Jacme da Ramon. En 1258, on trouve le frère Gaillard de Pradines qui dirige les maisons de Carnac, de La Cabana de Monso et de La Capelle-Livron. B. de la Roca est le commandeur de la communauté de Carnac en 1279. Puis Athon de Salvagnac dirige simultanément, en tant que commandeur, les maisons templières de Carnac et de La Capelle-Livron en 1288 ; en 1290, il est qualifié de « preceptor milicie Templi de Cazenaco et de Travays », c'est-à-dire de Carnac et de Trébaïx, ou Trévaix.
Les documents ne permettent pas de préciser dans quelles circonstances a été créée la maison templière de Trébaïx. Ce ne serait donc qu'à la fin du XIIIe siècle que les Templiers se sont installés à Trébaïx après Monjous et Carnac, et avant 1307, date de leur arrestation. Athon de Salvagnac est arrêté lui aussi mais il n'apparaît pas dans le compte rendu des interrogatoires.
La commanderie devient un simple membre de la commanderie de La Capelle-Livron dans le dernier quart du XIIIe siècle (et peut-être plus tôt). Cependant il y a plus tard des précepteurs particuliers pour la Maison de Trébaïx qui ne sont pas des chevaliers.
La tour de Trébaïx date probablement de la fin du XIIIe siècle mais a été fortement modifiée au XIVe siècle.
Le 25 août 1295, Athon de Salvagnac, toujours commandeur de Trébaïx, et le recteur de Saint-Pantaléon passent un accord de partage entre eux de certains dîmes.
Les Templiers, et après eux les Hospitaliers, ont été seigneurs de Trébaïx avec toutes les juridictions. Leur seigneurie devait avoir les mêmes limites que celles de la commune de Villesèque.
La maison templière de Trébaïx passe aux Hospitaliers à partir de 1313 comme le montre un inventaire de la commanderie de La Capelle-Livron se trouvant dans les archives départementales de Haute-Garonne.
Le 28 juin 1332, l'évêque de Cahors oblige le curé de Carnac à entrer dans l'ordre de Saint-Jean-de-Jérusalem auquel son église, ainsi que celles de Trébaïx et de La Capelle-Livron, appartenaient depuis la suppression de l'ordre du Temple.
En 1356, au début de la guerre de Cent Ans, Bertugat d'Albret et le sénéchal de Bordeaux ne se sont pas emparés de Trébaïx au nom du roi d'Angleterre.
En 1359, les consuls de Cahors redoutant une attaque anglaise demandent au commandeur de doubler la garde du château de Trébaïx. On ne sait pas si la tour a eu à subir des attaques.
En 1370, le sénéchal de Quercy donne aux Hospitaliers la main levée des juridictions haute et basse de Trébaïx que le sénéchal anglais avait mis sans raison sous la main du roi d'Angleterre en 1364.
En 1453, à la fin de la guerre de Cent ans, le territoire de Trébaïx est presque complètement inhabité et non cultivé. Le 24 avril 1473, Pons Coalhac, précepteur de Trébaïx, accense le territoire pour permettre son repeuplement. Le précepteur se réserve le « château » de Trébaïx et les champs contigus, ainsi qu'un bois et des terres situés à La Garrissole et à Pech Mombert.
Le 4 avril 1613, les représentants de l’ordre de Saint-Jean de Jérusalem procèdent à la visite générale de la maison de Trébaïx, dans le diocèse de Cahors, et la décrivent précisément. Le site a adopté un plan carré, entouré d'un fossé, composé de quatre ailes autour d'une basse-cour. L'ensemble comprend la « maison seigneuriale dudit sieur commandeur tenant la moitié dudit carré, et au bout d'icelle y a une grosse tour où il y a fort chambres. »
Les biens de la commanderie sont mis en vente à la Révolution comme bien national.
La tour, aujourd'hui bien privé, est inscrite au titre des monuments historiques le 22 janvier 2004.

## La tour
Du bâtiment originel ne subsiste qu'une tour rectangulaire avec une chapelle en rez-de-chaussée avec une clé de voûte représentant saint Jean-Baptiste et portes en arc brisé. Elle a un plan rectangulaire de 8,80 × 11,00 m.
De l'extérieur, on peut voir des percements défensifs, des latrines, un oculus pour la chapelle. La chapelle du XIVe siècle est surmontée d'une chambre haute remaniée au XVIe siècle.
Le corps de logis, ruiné au XIXe siècle, n'existe plus.

### Sources
- Louis d'Alauzier, « Le repeuplement de Trébaïx au XVe siècle », dans Annales du Midi, 1963, tome 75, no 62 (lire en ligne).
- Louis Esquieu, « Notes historiques. Les Templiers de Cahors », p. 146-177, dans Bulletin de la Société des études du Lot, 1898, tome 23 (lire en ligne).
- Louis Esquieu, « Notes historiques. Les Templiers de Cahors (suite) », p. 5-32, dans Bulletin de la Société des études du Lot, 1899, tome 24 (lire en ligne).
- Guillaume Lacoste, Histoire générale de la province de Quercy, tome 3, J. Girma libraire-éditeur, Cahors, 1885 (lire en ligne).